# Halifax Slasher
 (mai 2020).
Le Halifax Slasher était un agresseur imaginaire impliqué dans l'hystérie collective survenue dans la ville de Halifax, en Angleterre, en novembre 1938, à la suite d'une série d'attaques signalées par la population locale, principalement des femmes. L'hystérie s'est propagée ailleurs et a été en partie attribuée à une précédente série de meurtres dans les années 1920.

## Contexte
Les premiers témoins Mary Gledhill et Gertrude Watts ont prétendu avoir été attaquées par un homme mystérieux avec un maillet et des "boucles brillantes" sur ses chaussures. Cinq jours plus tard, Mary Sutcliffe a déclaré en être également victime. Les signalements d'attaques d'un «homme mystérieux» avec un couteau ou un rasoir se sont poursuivis et le surnom de «Halifax Slasher» est resté.  La situation est devenue si grave que Scotland Yard  a été appelé pour aider la police d'Halifax. Des groupes de vigilance ont été mis en place dans les rues et plusieurs personnes, prises pour l'agresseur, ont été battues ; ce qui fit chuter le commerce dans la ville. La police promit des récompenses pour sa capture, puis des informations ont fait état de nouvelles attaques dans les villes voisines. La panique s'est tellement répandue que des gangs de justiciers parcouraient les rues de la ville et après que Hilda Lodge a été "attaquée", Clifford Edwards, un habitant qui était allé l'aider, a été plus tard accusé d'être lui-même le tueur. Bientôt, une foule s'est rassemblée et après avoir commencé à scander sa mort, la police a dû le raccompagner chez lui.
Dans la soirée du 29 novembre, Percy Waddington, qui avait signalé une attaque, a admis qu'il s'était auto-mutilé.  D'autres ont rapidement fait des aveux similaires, et l'enquête de Scotland Yard a conclu qu'il n'y avait pas de réelles attaques. Par la suite, cinq habitants ont été accusés de méfait public et quatre ont été envoyés en prison.

Le 2 décembre, le Halifax Courier publia cette histoire: 
 Courage, Halifax ! La peur du tueur est terminée. . . La théorie selon laquelle un homme à moitié fou et aux yeux sauvages a erré dans la ville, attaquant des femmes sans défense dans les rues sombres, a explosé. . . Il n'y a jamais eu et il n'y aura vraisemblablement aucun danger réel pour le grand public. Il ne fait aucun doute qu'à la suite de certains événements, le sentiment du public s'est accru et que de nombreux petits incidents ont été amplifiés dans l'esprit du public jusqu'à ce qu'un véritable état d'alerte se déclenche. Il n'y a pas d'attaques correctement authentifiées par une personne comme le malfaiteur connu sous le nom de «Slasher», cela devrait apaiser la peur du public . 
 Halifax avait déjà souffert d'attaques d'agresseurs, lorsqu'en 1927, James Leonard a été reconnu coupable d'avoir traqué et coupé les vêtements de six femmes de la ville. Il a été condamné à une peine de six mois, mais il a rapidement été exclu des attaques de 1938 en raison de son gros nez, qu'aucune des victimes de 1938 n'avait décrit. 

## Chronologie des prétendues attaques
- 16 novembre - Mary Gledhill et Gertrude Watts ont affirmé avoir été attaquées par un homme avec un maillet.
- 21 novembre - Mary Sutcliffe prétend avoir été attaquée.
- 24 novembre - Clayton Aspinall a signalé une attaque.
- 25 novembre - Percy Waddington a été «attaqué»
- 25 novembre - Hilda Lodge «attaqué», Clifford Edwards également attaqué par une foule de justiciers.
- 27 novembre - Beatrice Sorrel a signalé une attaque.
- 27 novembre - Fred Baldwin attaqué par un groupe de justiciers ivres.
- 29 novembre - Margaret Kenny a revendiqué l'attaque d'un "homme bien bâti au visage large, portant des chaussures très légères et ce qui ressemblait à un ordinateur sale". Mary Sutcliffe a signalé une deuxième attaque, et Winifred McCall a prétendu avoir été attaqué. Des attaques à Manchester et à Bradford ont également été signalées. Percy Waddington, qui a affirmé avoir été attaqué, a admis qu'il s'était auto-mutilé, mettant ainsi fin à la peur.
- 30 novembre, 1er et 2 décembre - Les allégations d'attaques dans d'autres villes, dont Londres, ont été rejetées[1].

Les seules vraies attaques sont supposément celles perpétrés par les groupes de justiciers mentionnés plus tôt, qui traquaient l'agresseur imaginaire.

## Voir également